# Roberto Donadoni
Roberto Donadoni, född 9 september 1963 i Cisano Bergamasco i provinsen Bergamo i Lombardiet, är en italiensk före detta fotbollsspelare och tränare. Han är för närvarande tränare för Shenzhen.
Donadoni spelade i det bländande AC Milan-lag som vann Europacupen/Champions League 1989, 1990 och 1994. Efter en kort utflykt till New York Metrostars återvände Donadoni till Italien 1997.
I början av 2000-talet slog han sig på tränaryrket och tränade bland annat Livorno i Serie A. Efter Italiens VM-guld 2006 i Tyskland utsågs han att efterträda Marcello Lippi. Efter det tränade han Napoli i början av säsongen 2009/10 innan han fick sparken. Han var mellan 2015 och 2018 tränare för Bologna.